# 21

## Події

### Римська імперія
- Консули Друз Молодший та імператор Тиберій (вчетверте)
- Відбулося повстання едуїв

## Померли
- Квіріній, римський сенатор на намісник у Сирії
- Марк Валерій Мессала Мессалін Барбат, римський консул 20 року
- Арміній, вождь та полководець племені херусків
- Фавст Корнелій Сулла, римський політик